# Палмер, Джонатан
Джо́натан Чарльз Па́лмер (англ. Jonathan Charles Palmer; родился 7 ноября 1956 года в Луишеме, Великобритания) — британский автогонщик, спортивный менеджер, врач. Участник чемпионатов мира по автогонкам в классе «Формула-1». Чемпион Европы Формулы-2 (1983).

## Общая информация
Сравнительно позднее активное занятие гонками позволило Джонатану окончить колледж Брайтон, получив, как и его отец, врачебную специальность, но дальнейшая карьера в этой области была свёрнута из-за прогресса гоночной карьеры. Продолжительная связь с автоспортом также отразилась на личной жизни Палмера: двое его сыновей — Джолион (род. 1991) и Уильям (род. 1997) — также пробуют себя как гонщики. Джолион Палмер, как и отец, выступал в Формуле-1 (2016—2017).

## Спортивная карьера
Гоночная карьера
Доходы отца позволили молодому британцу в конце 1970-х годов попробовать себя за рулём в автоспортивных соревнованиях, а на рубеже десятилетий и перейти в профессиональные серии: в национальных гонках класса Формула-Форд, где Джонатан постепенно стал демонстрировать и неплохую скорость и достаточную стабильность результатов. Переход в более престижные гонки долго откладывался, пока накануне сезона-1981 Палмер не смог подписать контракт с командой West Surrey Racing британской Формулы-3, в составе которой сходу завоевал титул чемпиона серии, одержав семь побед в 19 стартах.
Новый статус позволил Палмеру в 1982 году перебраться ещё на ступень выше, подписав контракт с заводской командой Ralt в европейской Формуле-2, где у него после года вката также получилось выиграть титул. Не слишком блистая в сезон дебюта, где он набрал лишь десять очков, один раз финишировав на подиуме, британец год спустя одержал шесть побед в 12 стартах и с запасом возглавил итоговый личный зачёт, заметно опередив более результативно начавших год Беппе Габьяни и Майка Такуэлла. В качестве дополнительного приза чемпиону Джонатан смог провести тестовые заезды в команде Williams F1, где произведя благоприятное впечатление, он даже смог получить заводской автомобиль организации на один из последних Гран-при того сезона, где британец смог пройти квалификацию, опередив основного пилота команды Жака Лаффита, а в гонке финишировал тринадцатым.
Неплохая скорость в дебютной гонке позволила Палмеру найти себе место на полном расписании год спустя, подписав контракт с RAM Racing. Впрочем предоставленная ему техника была не слишком конкурентоспособна на фоне лидеров пелотона, а к концу сезона стала и постоянно ломаться. В 1985 году британец не нашёл себе места на полном расписании, проведя семь гонок в чемпионате мира за немецкий коллектив Zakspeed, а годом позднее провёл за них полноценный сезон. Команда Эриха Цаковски, впрочем мало отличалась в лучшую сторону от своих предшественников и когда накануне 1987 года у Джонатана появилась возможность подписать контракт с организацией Кена Тиррелла, он с радостью ей воспользовался. Tyrrell Racing Organisation в тот момент также переживал нелучшие времена, но обладал несколько более быстрой машиной, позволившей Палмеру трижды пробиться в очковую зону, включая финиш на рекордном в своей карьере четвёртом месте на Гран-при Австралии. C этой командой британец провёл затем ещё два сезона, но хронический дефицит средств не позволял команде в должной степени модернизировать машину и Джонатан так и продолжал лишь эпизодически бороться за попадание в очковую зону, да на Гран-при Канады-1989, не без доли везения, показал быстрейший круг в гонке. Перед сезоном-1990 финансовые проблемы достигли очередного пика и Кен был вынужден попрощаться с Палмером, пригласив вместо него Сатору Накадзиму, приведшего вместе с собой ряд новых спонсоров. Джонатан пробовал найти себе другое место в пелотоне, но смог лишь договориться о краткосрочном контракте тест-пилота в McLaren.
Карьера британца, впрочем, не ограничилась этой частью: в 1983 году он пробовал себя в японской Формуле-2, но ограничился лишь одним стартом. За год до этого началась и ещё одна часть деятельности Палмера как гонщика: он впервые стартовал в гонках на выносливость, дебютировав в Чемпионате мира. В следующие восемь лет — вплоть до окончания его гоночной карьеры — имя Палмера мелькало в заявочных листах серий подобного типа по всей планете: он пробовал себя как в различных чемпионатах в Европе, так и в американском первенстве IMSA GT и японском JSPC, где хоть и не добился особых успехов, но регулярно демонстрировал неплохую скорость и стабильность выступлений. Лучшей гонкой этого этапа его карьеры стали 24 часа Ле-Мана 1985 года, где он в составе экипажа Richard Lloyd Racing смог привести свой Porsche 956 на второе место в гонке. За год до того Джонатан провёл свои самый стабильные сезоны в подобных гонках сразу в двух сериях — в чемпионате мира он взобрался на шестое место в личном зачёте, а в первенстве Германии стал четвёртым.
Наряду с гонками в соревнованиях спортивных машин Палмер был замечен и в участии в гонках туринговой техники, несколько раз стартуя в BTCC, а в 1991 году даже проведя там полный сезон за Prodrive. Непилотская деятельность, впрочем, всё больше захватывала Палмера и накануне сезона-1992 он официально повесил шлем на гвоздь.
Последующая деятельность
В 1993 году Палмер на непродолжительное время вернулся в Формулу-1, заменив в бригаде британского телевидения Джеймса Ханта, скончавшегося от сердечного приступа в начале июня того года.
Впрочем в 1990-е и последующие годы Палмер был более известен своей организаторской деятельностью: основанная им компания постепенно выкупала ряд автодромов в Великобритании (добравшись в итоге до владения такими известными трассами как Брэндс-Хэтч, Оултон-парк и Снеттертон), оптимизируя их деятельность, а со временем занялась и организацией собственных серий в качестве более дешёвой альтернативы тогда существовавшим. В 1998 году был запущен успешный проект Formula Palmer Audi, в 2009-12 годах при поддержке FIA Палмер с партнёрами обеспечивали функционирование первенства Формулы-2. C 2004 года эта работа осуществлялась компанией MotorSport Vision, управляемой Джонатаном вместе с Джоном Бриттеном и Питером Огденом. Некоторое время они занимались карьерой соотечественника Джастина Уилсона, собрав ему финансирование на дебют в Формуле-1, позже продвигали карьеру старшего сына Палмера — Джолиона. В 2008 году MSV выкупила коммерческие права на британское первенство по супербайку, а с 2013 года проводят первенство BRDC Formula 4.

## Статистика результатов в моторных видах спорта
| 1980 | Британская Формула-Форд 1600. P&O Ferries championship  | н/д                                | н/д | н/д | н/д | н/д | 48  | 4-й  |
| 1980 | Британская Формула-Форд 1600. RAC championship          | н/д                                | н/д | н/д | н/д | н/д | 42  | 6-й  |
| 1980 | Британская Формула-Форд. Townsend Thoresen championship | н/д                                | н/д | н/д | н/д | 1   | 130 | 3-й  |
| 1980 | Фестиваль Формулы-Форд                                  | н/д                                | 1   | 0   | 0   | 0   |     | 4-й  |
| 1981 | Британская Формула-3                                    | West Surrey Racing                 | 19  | 6   | 9   | 7   | 126 | 1-й  |
| 1981 | Чемпионат Европы Формулы-3                              | West Surrey Racing                 | 1   | 0   | 0   | 0   | 4   | 13-й |
| 1982 | Европейская Формула-2                                   | Ralt Racing                        | 11  | 1   | 0   | 0   | 10  | 9-й  |
| 1982 | WSC                                                     | Richard Lloyd Racing Ford Werke AG | 3   | 0   | 0   | 0   | 10  | 46-й |
| 1983 | Европейская Формула-2                                   | Ralt Racing                        | 12  | 4   | 3   | 6   | 68  | 1-й  |
| 1983 | Японская Формула-2                                      | Ralt Racing                        | 1   | 0   | 0   | 0   | 0   | НК   |
| 1983 | Формула-1                                               | Williams F1                        | 1   | 0   | 0   | 0   | 0   | НК   |
| 1983 | IMSA GTO                                                | GTi Engineering                    | 1   | 0   | 0   | 0   | 0   | НК   |
| 1983 | EEC                                                     | GTi Engineering                    | 3   | 1   | 0   | 0   | 39  | 13-й |
| 1983 | WSC                                                     | GTi Engineering                    | 3   | 0   | 0   | 0   | 23  | 16-й |
| 1983 | BTCC                                                    | Cheylesmore BMW Motorsport         | 1   | 0   | 0   | 0   | 2   | 29-й |
| 1984 | Формула-1                                               | RAM Racing                         | 14  | 0   | 0   | 0   | 0   | НК   |
| 1984 | JSPC                                                    | GTi Engineering                    | 1   | 0   | 0   | 0   | 2   | 48-й |
| 1984 | WSC                                                     | GTi Engineering                    | 8   | 1   | 2   | 1   | 75  | 6-й  |
| 1984 | DRM                                                     | н/д                                | 3   | 1   | н/д | 1   | 45  | 4-й  |
| 1985 | Формула-1                                               | Zakspeed F1                        | 7   | 0   | 0   | 0   | 0   | НК   |
| 1985 | IMSA GTP                                                | н/д                                | 1   | 0   | 0   | 0   | 0   | НК   |
| 1985 | WSC                                                     | Richard Lloyd Racing               | 4   | 0   | 1   | 0   | 39  | 12-й |
| 1986 | Формула-1                                               | Zakspeed F1                        | 16  | 0   | 0   | 0   | 0   | НК   |
| 1987 | Формула-1                                               | Tyrrell F1                         | 15  | 0   | 0   | 0   | 7   | 11-й |
| 1987 | FIA WSPC                                                | Richard Lloyd Racing               | 7   | 1   | 0   | 1   | 31  | 19-й |
| 1988 | Формула-1                                               | Tyrrell F1                         | 14  | 0   | 0   | 0   | 5   | 14-й |
| 1988 | ETCC                                                    | Rouse/Kaliber Ford                 | 1   | 0   | 0   | 0   | 0   | НК   |
| 1989 | Формула-1                                               | Tyrrell F1                         | 15  | 0   | 1   | 0   | 2   | 25-й |
| 1990 | FIA WSPC                                                | Joest Racing                       | 9   | 0   | 0   | 0   | 2   | 31-й |
| 1991 | JSPC                                                    | Alpha Racing                       | 1   | 0   | 0   | 0   | 3   | 40-й |
| 1991 | FIA WSC                                                 | Team Schuppan Team Sauber-Mercedes | 2   | 0   | 0   | 0   | 0   | НК   |
| 1991 | BTCC                                                    | Prodrive                           | 15  | 1   | н/д | 0   | 66  | 7-й  |

### Европейская Формула-2
| 1982 | Ralt | Ralt | Honda | SIL 15 | HOC НФ | THR 11 | NÜR 14 | MUG 5 | VAL 5 | PAU 6 | SPA 6 | HOC НФ | DON 3 | MAN НФ | PER НС | - | 10 | 9-й |
| 1983 | Ralt | Ralt | Honda | SIL НФ | THR 3  | HOC 1  | NÜR 4  | VAL 2 | PAU 3 | JAR 3 | DON 1 | MIS 1  | PER 1 | ZOL 1  | MUG 1  |   | 68 | 1-й |

Жирным выделен старт с поул-позиции, курсивом — быстрейший круг в гонке.

### Формула-1
| Год  | Команда                     | Шасси          | Двигатель                | 1        | 2        | 3        | 4        | 5      | 6        | 7        | 8        | 9        | 10       | 11       | 12       | 13       | 14       | 15       | 16       | Место | Очки |
| ---- | --------------------------- | -------------- | ------------------------ | -------- | -------- | -------- | -------- | ------ | -------- | -------- | -------- | -------- | -------- | -------- | -------- | -------- | -------- | -------- | -------- | ----- | ---- |
| 1983 | TAG Williams Team           | Williams FW08C | Ford Cosworth DFV 3,0 V8 | БРА      | СШЗ      | ФРА      | САН      | МОН    | БЕЛ      | ДЕТ      | КАН      | ВЕЛ      | ГЕР      | АВТ      | НИД      | ИТА      | ЕВР 13   | ЮАР      |          | 31    | 0    |
| 1984 | Skoal Bandit F1 Team        | RAM 01         | Hart 415T 1,5 L4t        | БРА 8    | ЮАР Сход |          |          |        |          |          |          |          |          |          |          |          |          |          |          | 27    | 0    |
| 1984 | Skoal Bandit F1 Team        | RAM 02         | Hart 415T 1,5 L4t        |          |          | БЕЛ 10   | САН 9    | ФРА 13 | МОН НКВ  | КАН      | ДЕТ Сход | ДАЛ Сход | ВЕЛ Сход | ГЕР Сход | АВТ 9    | НИД 9    | ИТА Сход | ЕВР Сход | ПОР Сход | 27    | 0    |
| 1985 | West Zakspeed Racing        | Zakspeed 841   | Zakspeed 1500/4 1,5 L4t  | БРА      | ПОР Сход | САН Сход | МОН 11   | КАН    | ДЕТ      | ФРА Сход | ВЕЛ Сход | ГЕР Сход | АВТ Сход | НИД Сход | ИТА      | БЕЛ      | ЕВР      | ЮАР      | АВС      | 29    | 0    |
| 1986 | West Zakspeed Racing        | Zakspeed 861   | Zakspeed 1500/4 1,5 L4t  | БРА Сход | ИСП Сход | САН Сход | МОН 12   | БЕЛ 13 | КАН Сход | ДЕТ 8    | ФРА Сход | ВЕЛ 9    | ГЕР Сход | ВЕН 10   | АВТ Сход | ИТА Сход | ПОР 12   | МЕК 10   | АВС 9    | 22    | 0    |
| 1987 | Data General Team Tyrrell   | Tyrrell DG016  | Ford Cosworth DFZ 3,5 V8 | БРА 10   | САН Сход | БЕЛ Сход | МОН 5    | ДЕТ 11 | ФРА 7    | ВЕЛ 8    | ГЕР 5    | ВЕН 7    | АВТ 14   | ИТА 14   | ПОР 10   | ИСП Сход | МЕК 7    | ЯПО 8    | АВС 4    | 11    | 7    |
| 1988 | Tyrrell Racing Organisation | Tyrrell 017    | Ford Cosworth DFZ 3,5 V8 | БРА Сход | САН 14   | МОН 5    | МЕК НКВ  | КАН 6  | ДЕТ 5    | ФРА Сход | ВЕЛ Сход | ГЕР 11   | ВЕН Сход | БЕЛ 12   | ИТА НКВ  | ПОР Сход | ИСП Сход | ЯПО 12   | АВС Сход | 14    | 5    |
| 1989 | Tyrrell Racing Organisation | Tyrrell 017B   | Ford Cosworth DFR 3,5 V8 | БРА 7    |          |          |          |        |          |          |          |          |          |          |          |          |          |          |          | 25    | 2    |
| 1989 | Tyrrell Racing Organisation | Tyrrell 018    | Ford Cosworth DFR 3,5 V8 |          | САН 6    | МОН 9    | МЕК Сход | США 9  | КАН Сход | ФРА 10   | ВЕЛ Сход | ГЕР Сход | ВЕН 13   | БЕЛ 14   | ИТА Сход | ПОР 6    | ИСП 10   | ЯПО Сход | АВС НКВ  | 25    | 2    |

### 24 часа Ле-Мана
| Год  | Класс | №  | Шины | Команда              | Напарники                 | Машина            | Круги | ОП   | КП   |
| ---- | ----- | -- | ---- | -------------------- | ------------------------- | ----------------- | ----- | ---- | ---- |
| 1983 | C     | 14 | н/д  | GTi Engineering      | Ян Ламмерс Ричард Ллойд   | Porsche 956       | 339   | 8-й  | 8-й  |
| 1984 | C1    | 14 | D    | GTi Engineering      | Ян Ламмерс                | Porsche 956       | 239   | 27-й | 13-й |
| 1985 | C1    | 14 | G    | Richard Lloyd Racing | Джеймс Уивер Ричард Ллойд | Porsche 956 GTi   | 371   | 2-й  | 2-й  |
| 1987 | C1    | 15 | G    | Richard Lloyd Racing | Джеймс Уивер Прайс Кобб   | Porsche 962C GTi  | 112   | 30-й | 13-й |
| 1990 | C1    | 8  | M    | Joest Porsche Racing | Боб Воллек Филипп Альо    | Porsche 962C      | 0     | НС   | НС   |
| 1991 | C2    | 8  | G    | Team Sauber Mercedes | Стэнли Диккенс Курт Тиим  | Mercedes-Benz C11 | 223   | 20-й | 18-й |